# Вельки Лом
Вельки Лом (словац. Veľký Lom) — село, громада округу Вельки Кртіш, Банськобистрицький край, центральна Словаччина, регіон Новоград. Кадастрова площа громади — 10,64 км².
Населення 171 особа (станом на 31 грудня 2017 року).

## Історія
Вельки Лом вперше згадується в 1573 році.

## Населення
| Рік:            | 1994. | 2004.   | 2014.    | 2024.    |
| --------------- | ----- | ------- | -------- | -------- |
| Кількість осіб: | 232   | 220     | 195      | 132      |
| Різниця:        |       | -5,17 % | -11,36 % | -32,30 % |

| Рік:            | 2023. | 2024. |
| --------------- | ----- | ----- |
| Кількість осіб: | 132   | 132   |
| Різниця:        |       | +0 %  |